# 固都陶佛塔
固都陶佛塔（緬甸語： 發音：[kṵðòdɔ̀ pʰəjá]；意为“圣上功德”），又译拘他陀塔寺，正式名称为摩诃路迦摩罗耆那佛塔（မဟာလောကမာရဇိန်စေတီ，Mahalawka Marazein，意为“大世间降魔”），位于缅甸曼德勒的曼德勒山麓，建于1868年（贡榜王朝敏东王统治时期）。佛塔高188米，通体贴金，形制系仿照蒲甘瑞喜宫佛塔而建。院内有729座藏经塔（kyauksa gu），各有一方巴利三藏大理石碑刻，篇幅庞大、文字繁多，由联合国教科文组织于2013年认证为“世上最大的书籍”，录入世界记忆项目。

## 历史
固都陶佛塔由贡榜王朝君主敏东下令建造，以期为新都曼德勒奠基。佛塔于1860年动工，塔顶伞盖于1862年7月19日完工。1868年5月4日，佛塔正式对外开放。1871年，敏东王在曼德勒举行佛教第五次结集，用五个月时间考订校对巴利三藏中以律藏为中心的经典原文的同异，并将此次结集的三藏经典镌刻在729块方形大理石上，竖立于固都陶佛塔院内。
1885年，第三次英缅战争时期，英军进占曼德勒，城内各个寺院沦为军队驻地。曾有一位名为吴昂班（U Aung Ban）的税务员上书维多利亚女王，希望重开塔院，因她曾承诺尊重臣民的一切信仰。1890年，英女王下令各部官兵撤出寺院，但院内一切金银珍宝皆被洗劫一空，甚至连大理石砖也被悉数掳走。柚木院门面目全非，院内砖亭被夷为平地，砖块被军队取走铺路。藏经塔上共6,570个铜铃被全数取走，石碑上的金漆被全部刮去。院内石雕都被取下头颅，钦特狮像的大理石眼珠和爪牙亦未幸免。
1892年，一众高僧、前朝贵族及官员成立复建委员会，接受公共捐助。委员会的成员包括阿杜马希皎僧院住持、原宰相金文敏基乌冈、原王家舰队长官、娘瑞苏巴绍芒（Saw Maung）等。碑文的金墨以黑墨代替。藏经塔的金属伞盖全部改为石制，并由155名王室贵族、58名将官、102名掸地王公及414名民众捐款修复。1913年，仰光的一位米商波达（Po Tha）出资修复佛塔，重新贴金。第二年，新建南侧正门铁门，由三藏经学会捐赠。西侧院门由著名的表演艺术家波森捐助。1919年，隐士吴坎迪出资重建了南侧和西侧的廊道。1932年，敏东王的子孙捐赠了北门和东门。
2013年，联合国教科文组织认证固都陶佛塔的729方三藏碑刻是“世界上最大的书籍”，并纳入世界记忆计划。

## 建筑
塔院正门位于南侧，为柚木打造，其上雕刻有花卉、经卷和精灵图案。入口通路建成廊道（Saungdan），天花板上刻有壁画。院内栽种白星花树，处处芬芳。西南侧有一株据传有750年树龄的古树，枝桠低矮舒展，有支架支撑。石碑整齐排列于三层围墙内，第一层42方，第二层168方，第三层519方。第一层围墙东南角处立有第730块石碑，为碑石刻制的相关记录。佛塔的南、北、西三侧建有34座扎亚（砖亭）。

## 图册

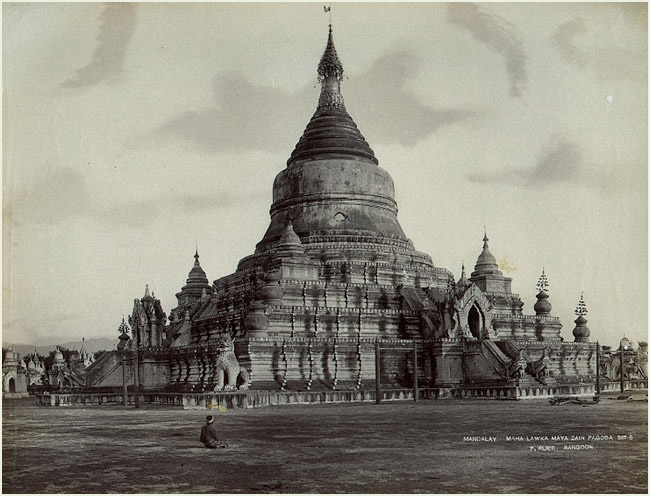
遭洗劫前的固都陶佛塔，摄于19世纪70年代
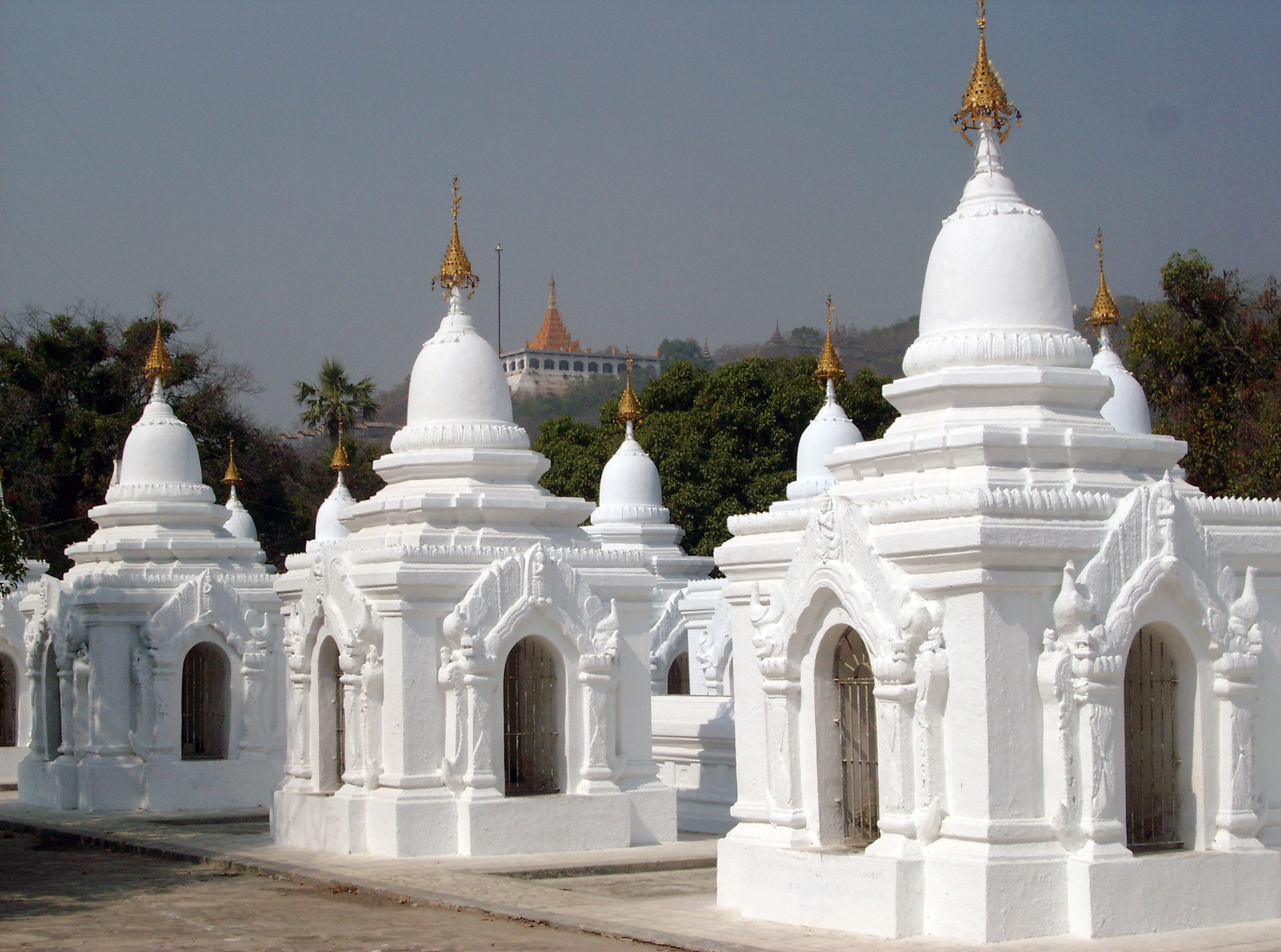
藏经塔
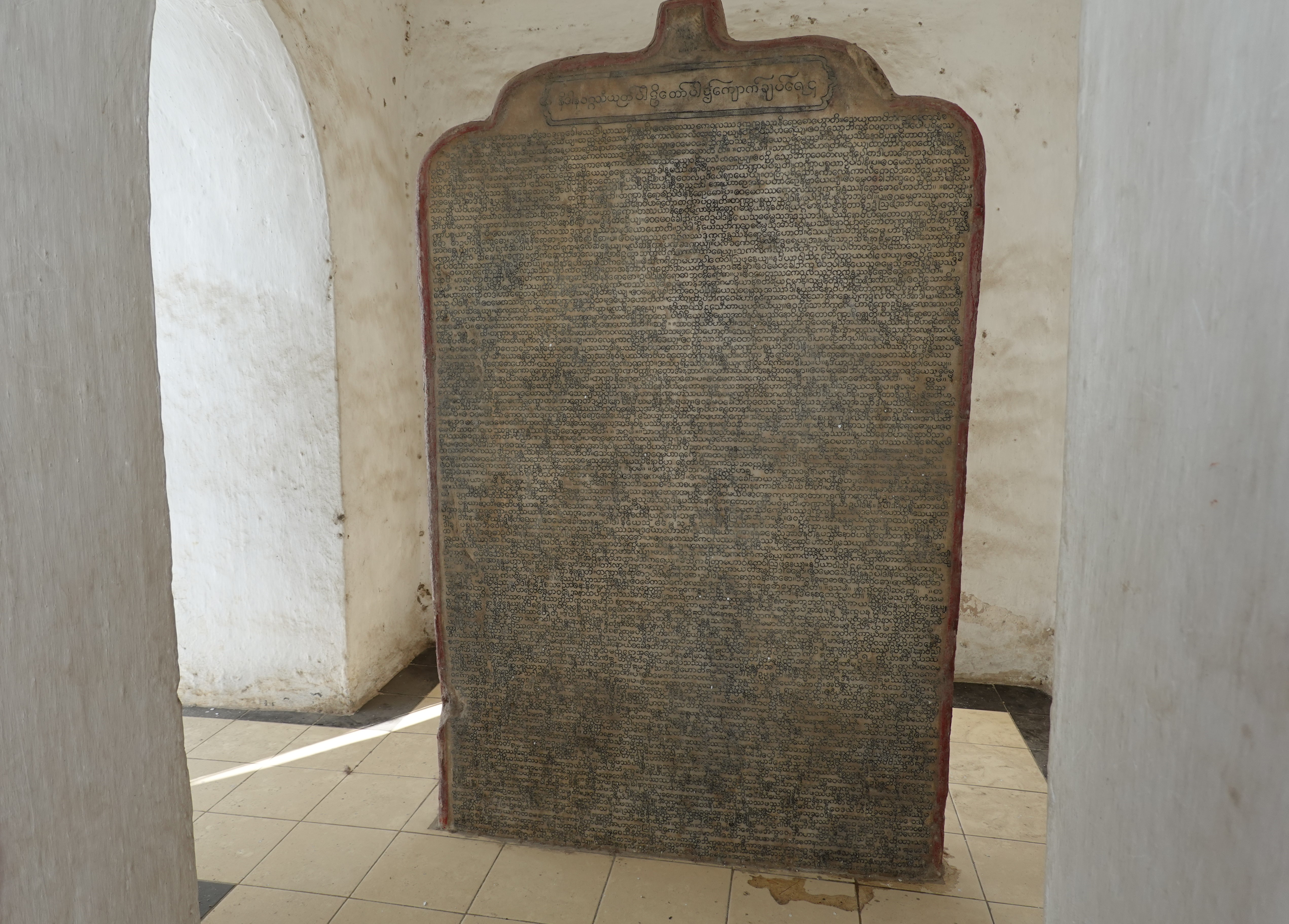
三藏碑刻
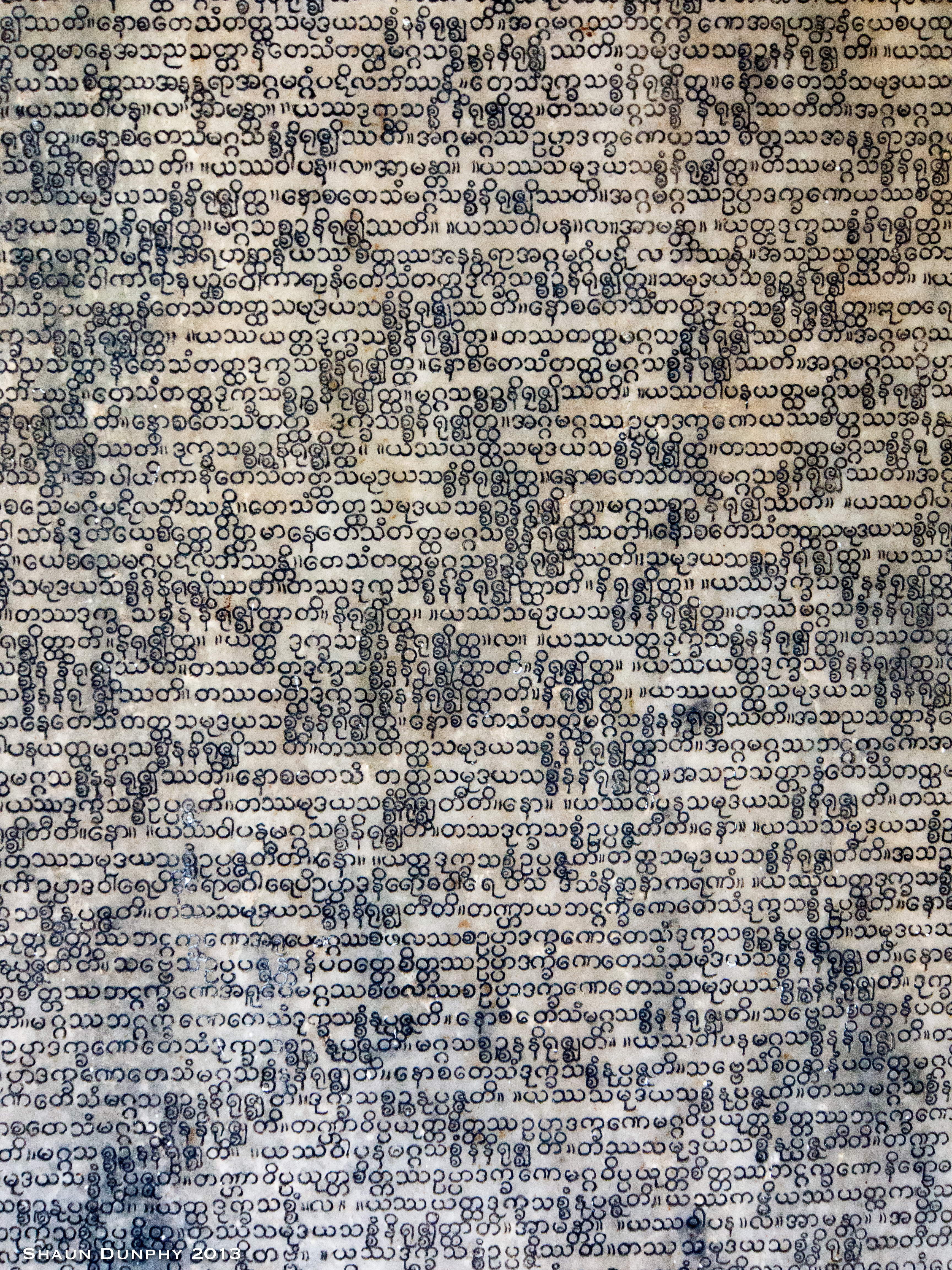
三藏碑刻
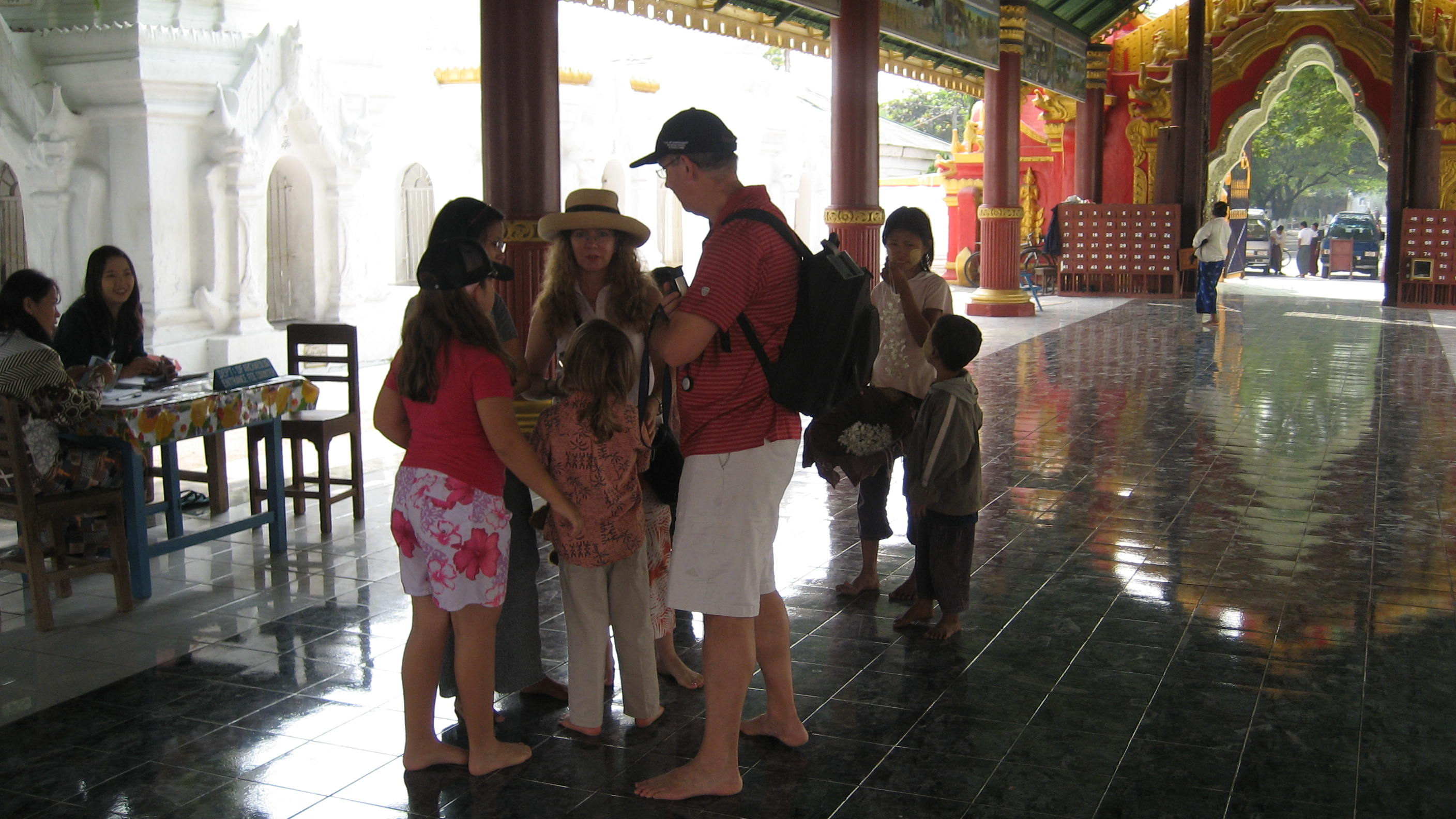
南侧入口廊道（Saungdan）
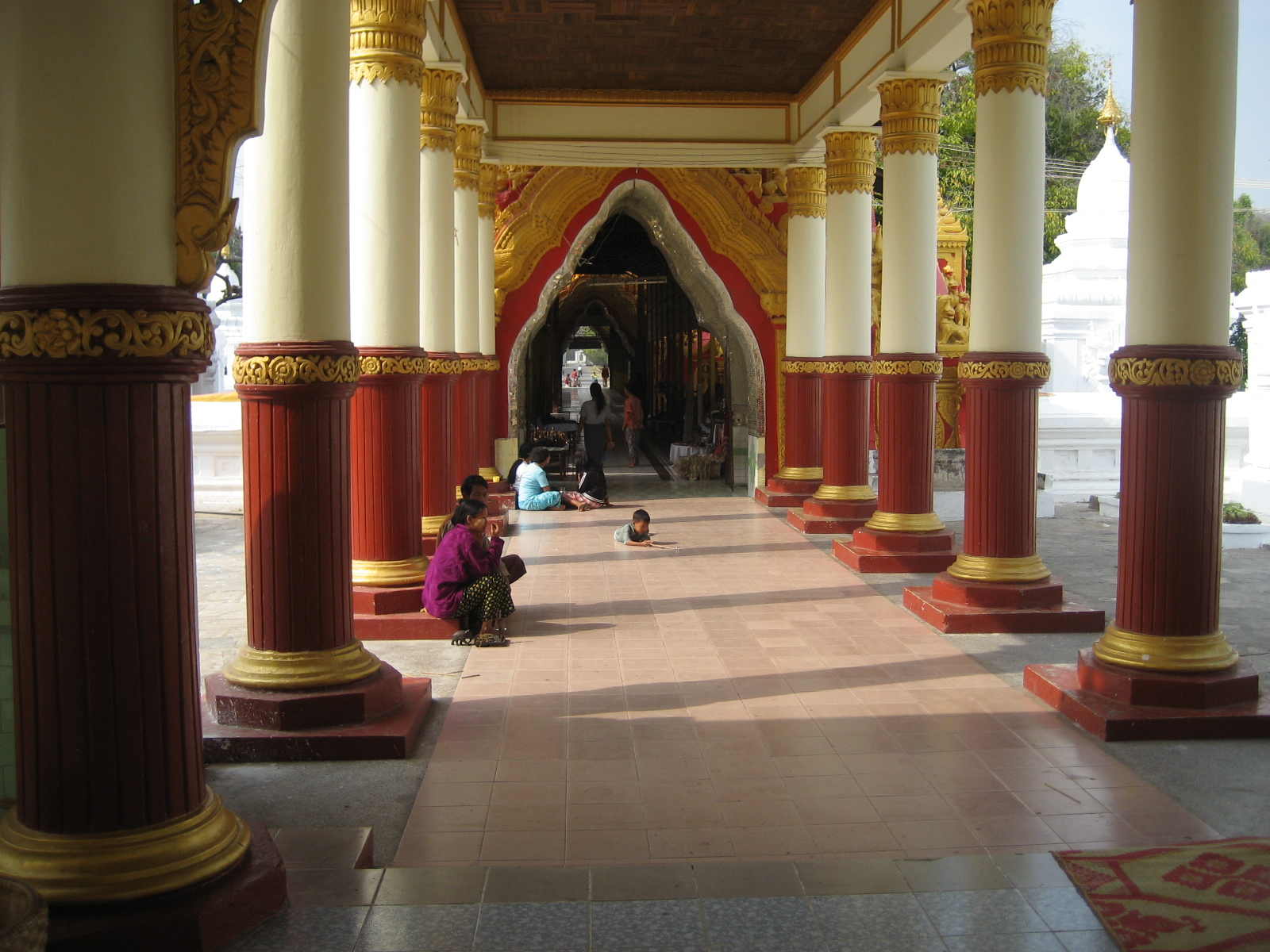
西侧入口廊道
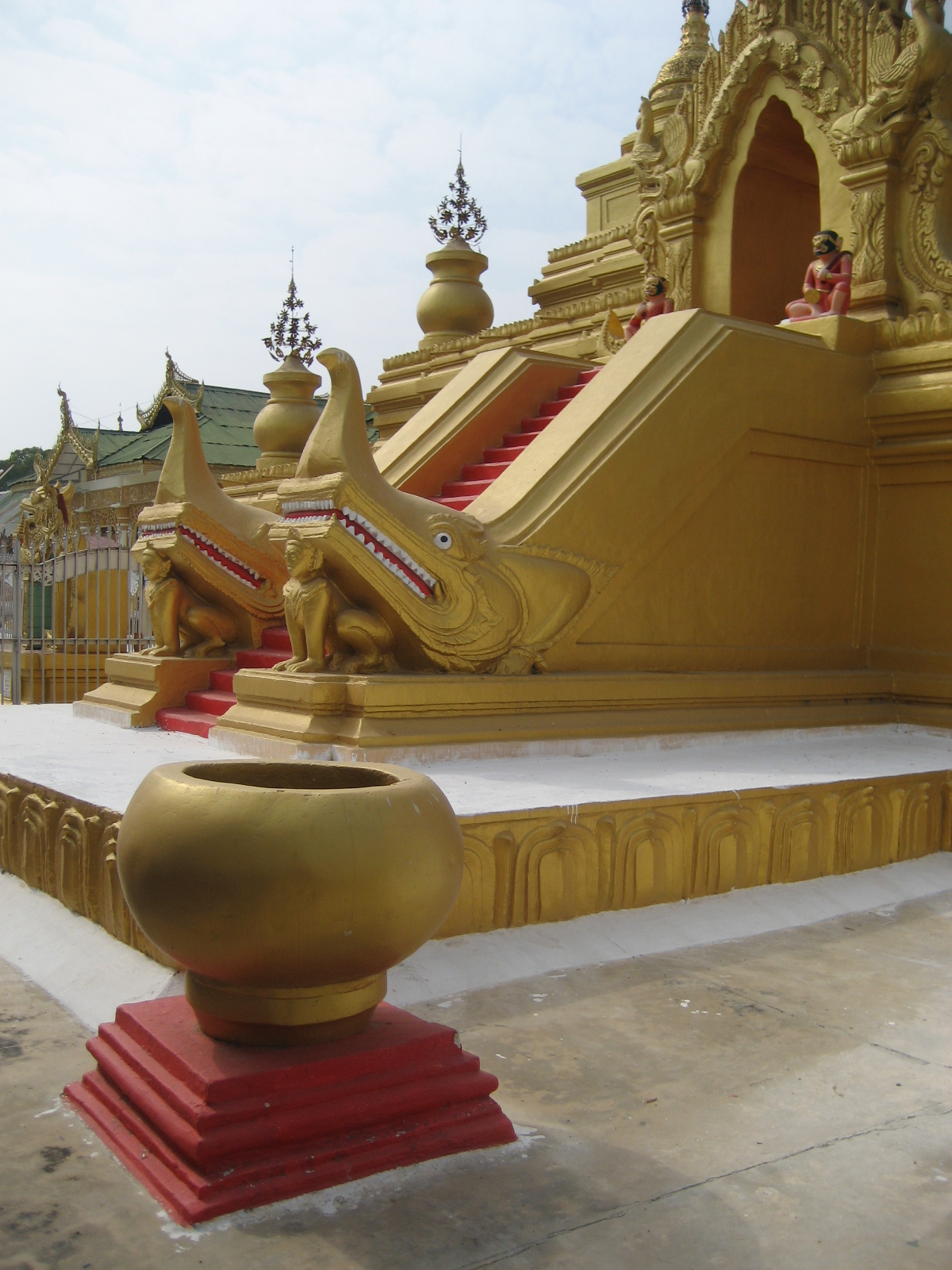
塔基阶梯的精灵和神兽雕塑
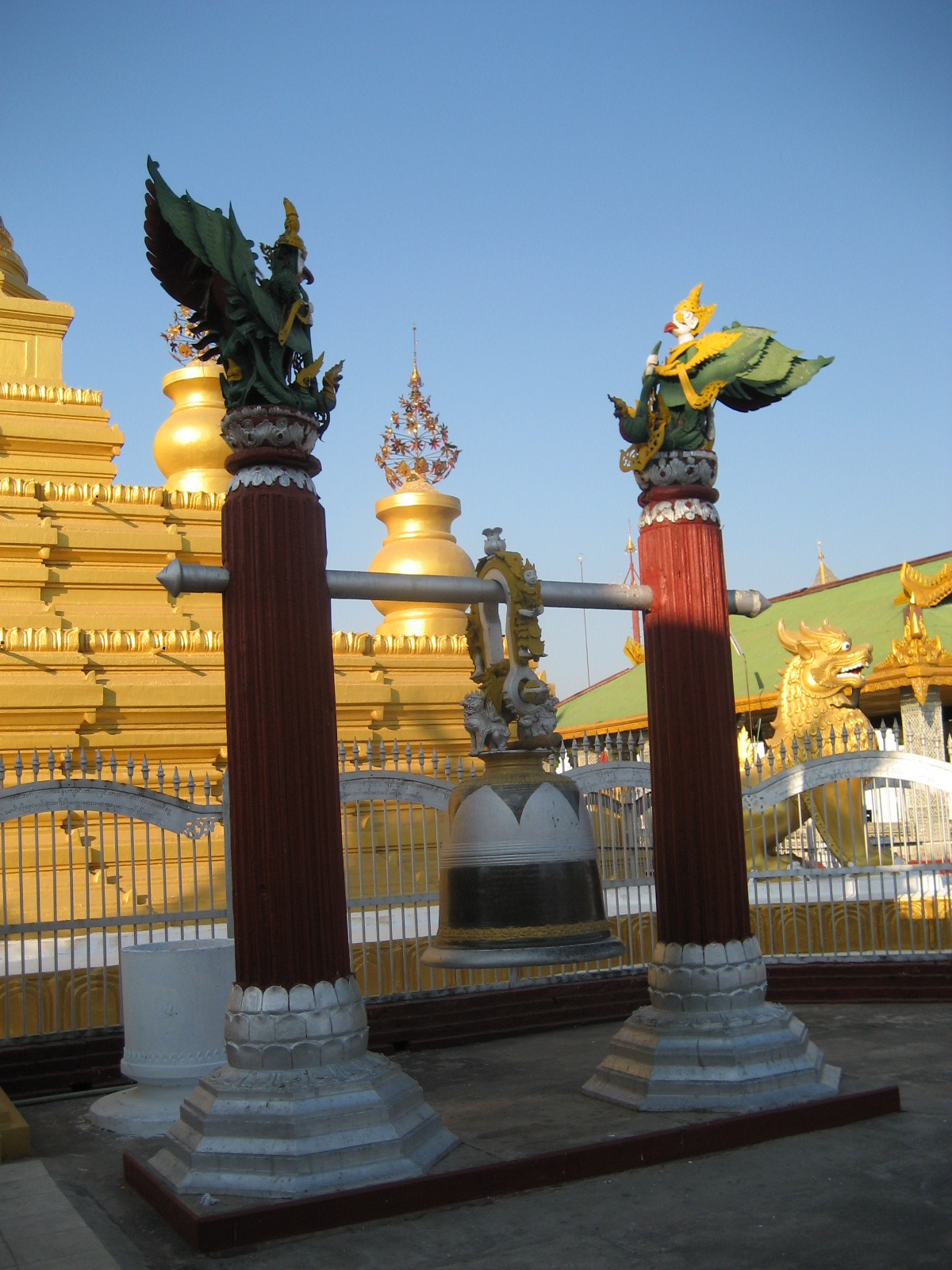
钟
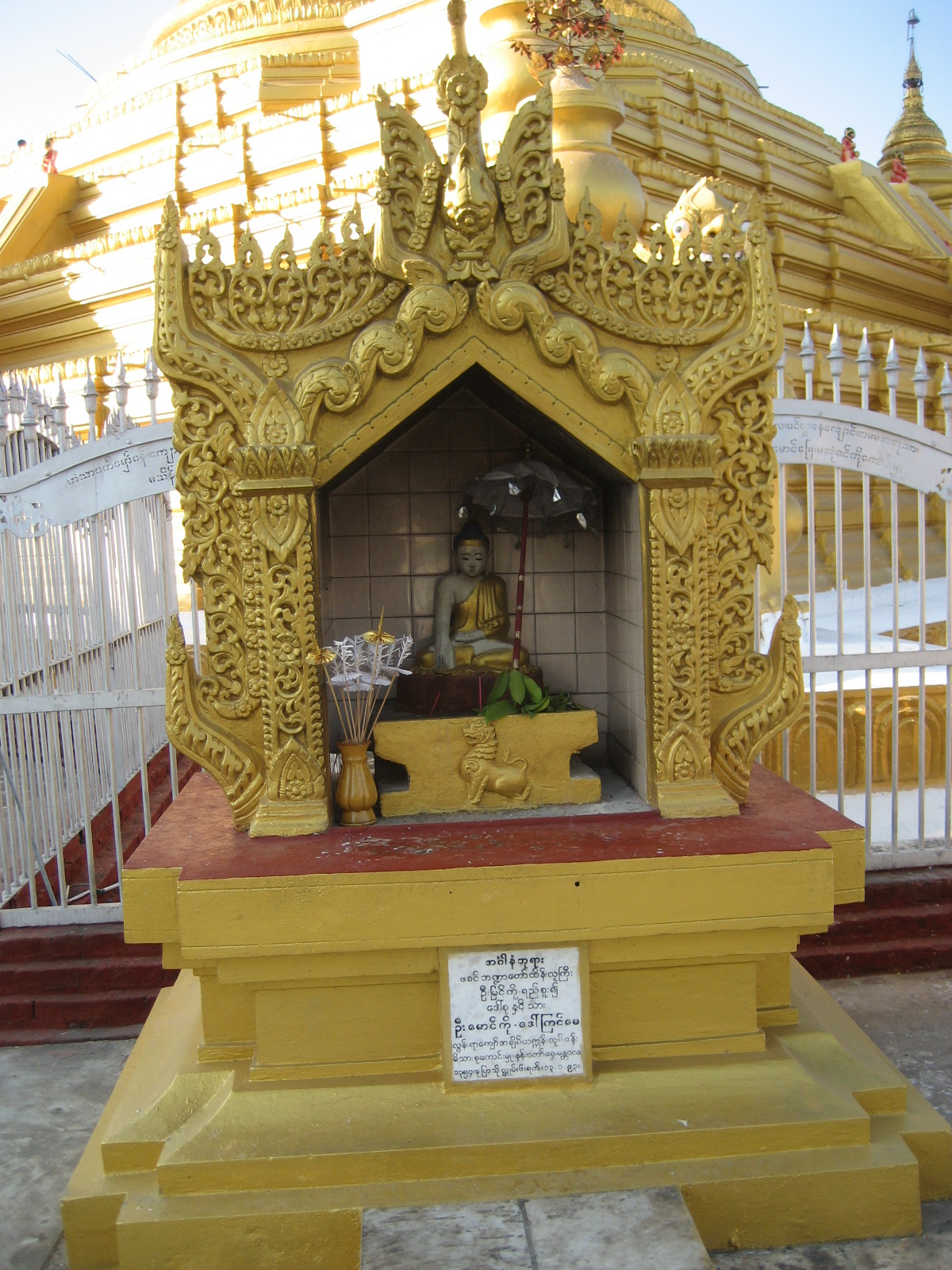
水星位的佛龛（Inga nan paya）
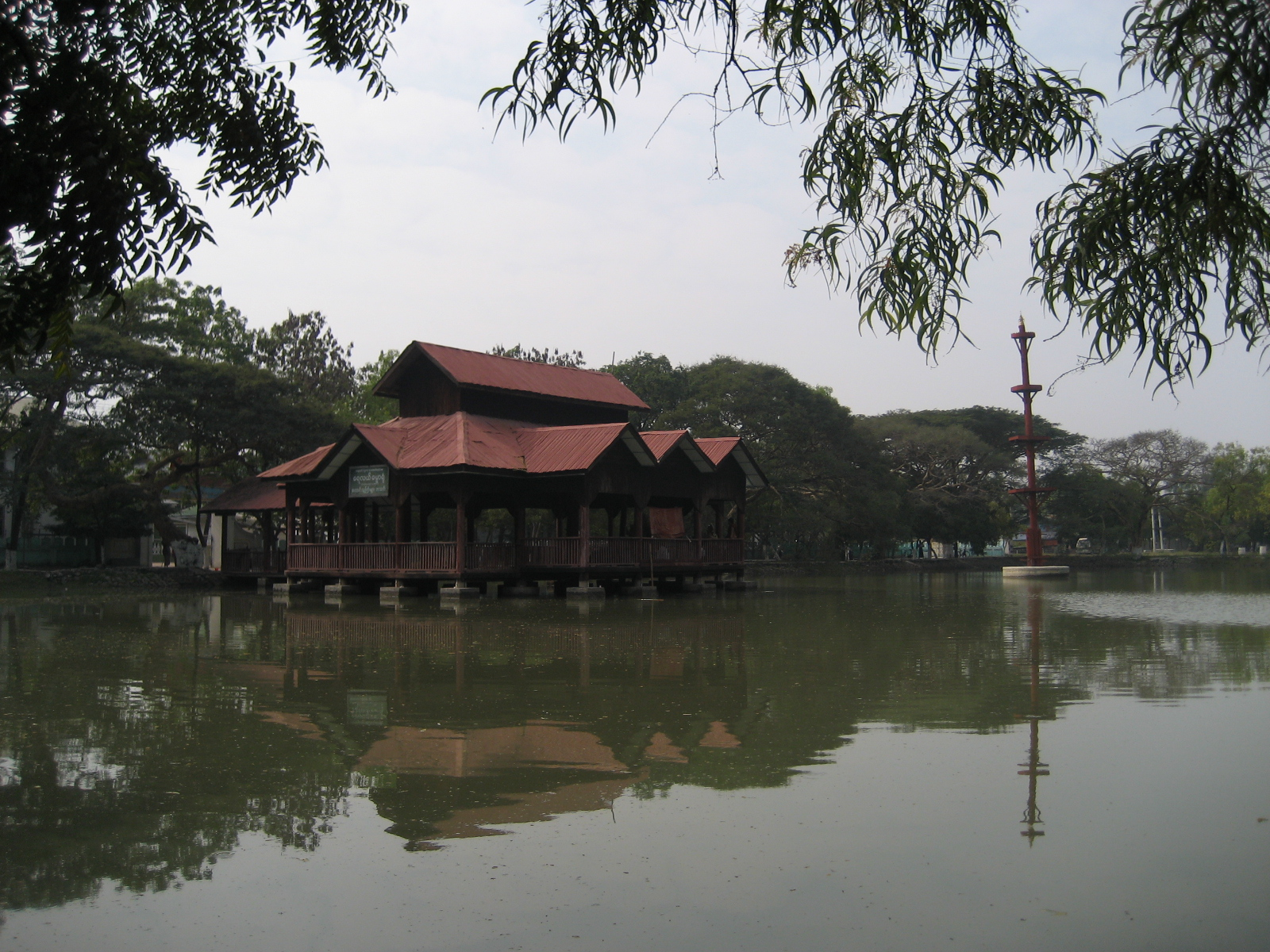
塔院南方水池的砖亭（Zayat）
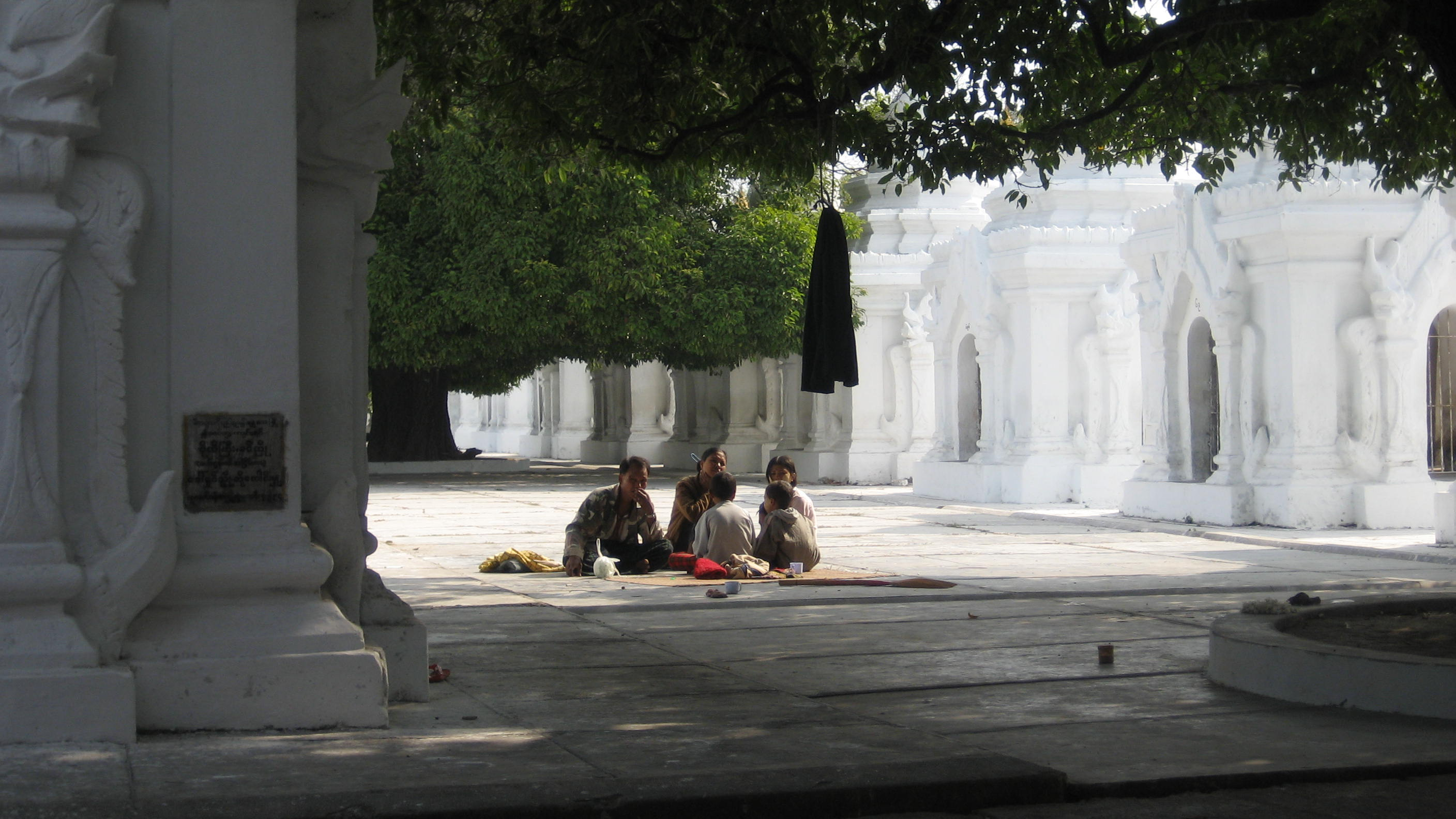
民众在院内野餐
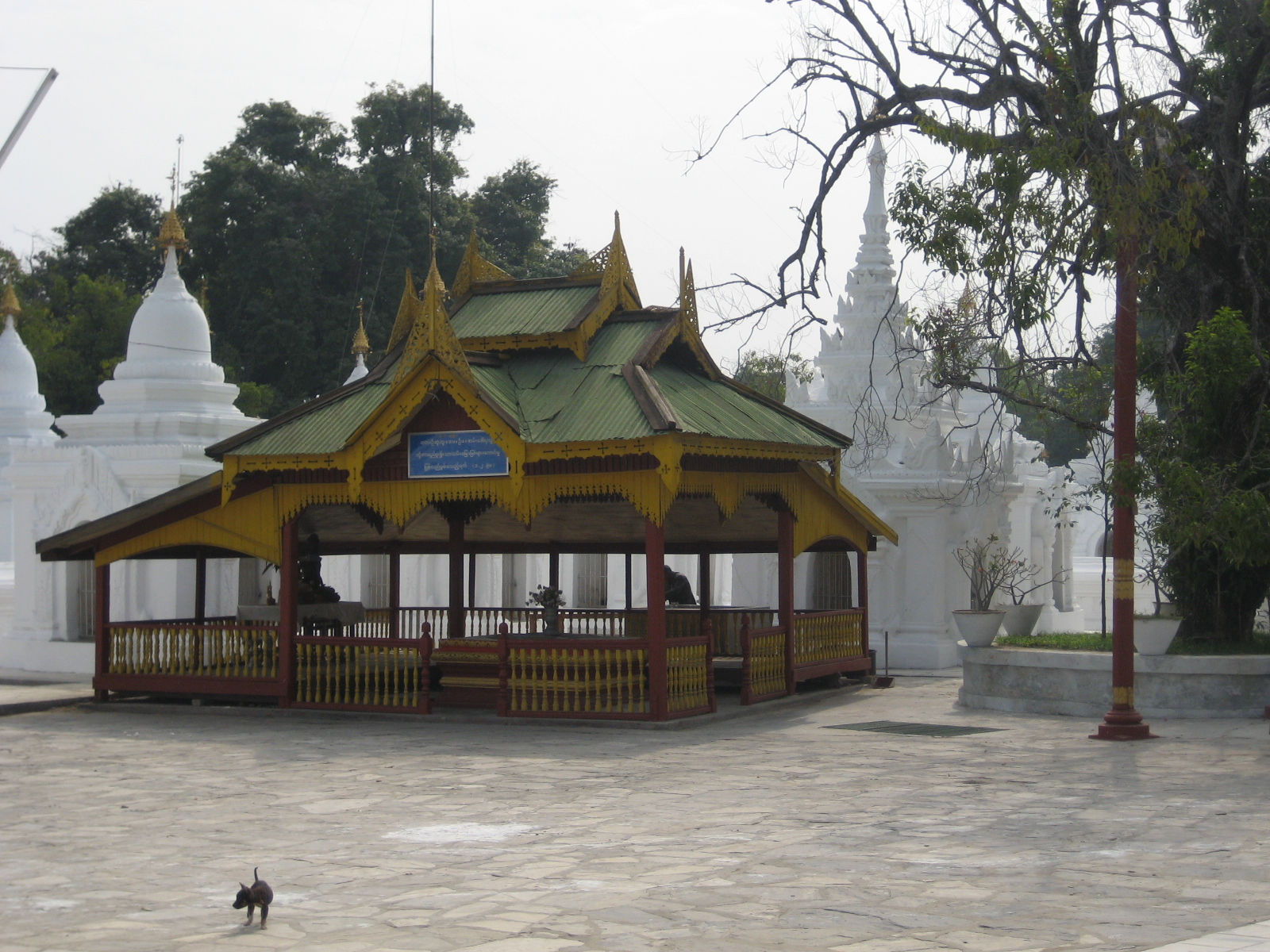
佛塔东南侧的砖亭
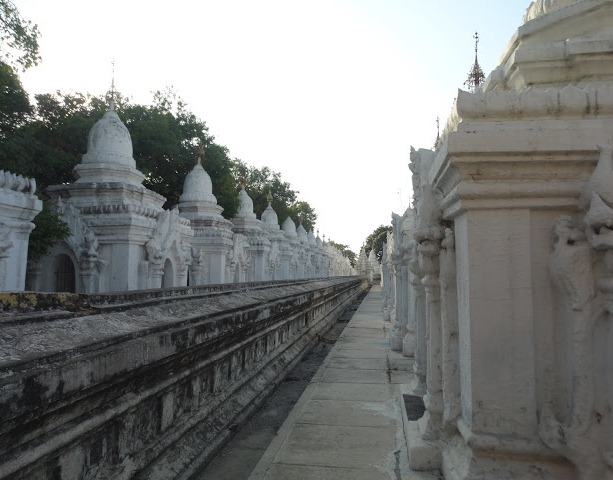
院内围墙
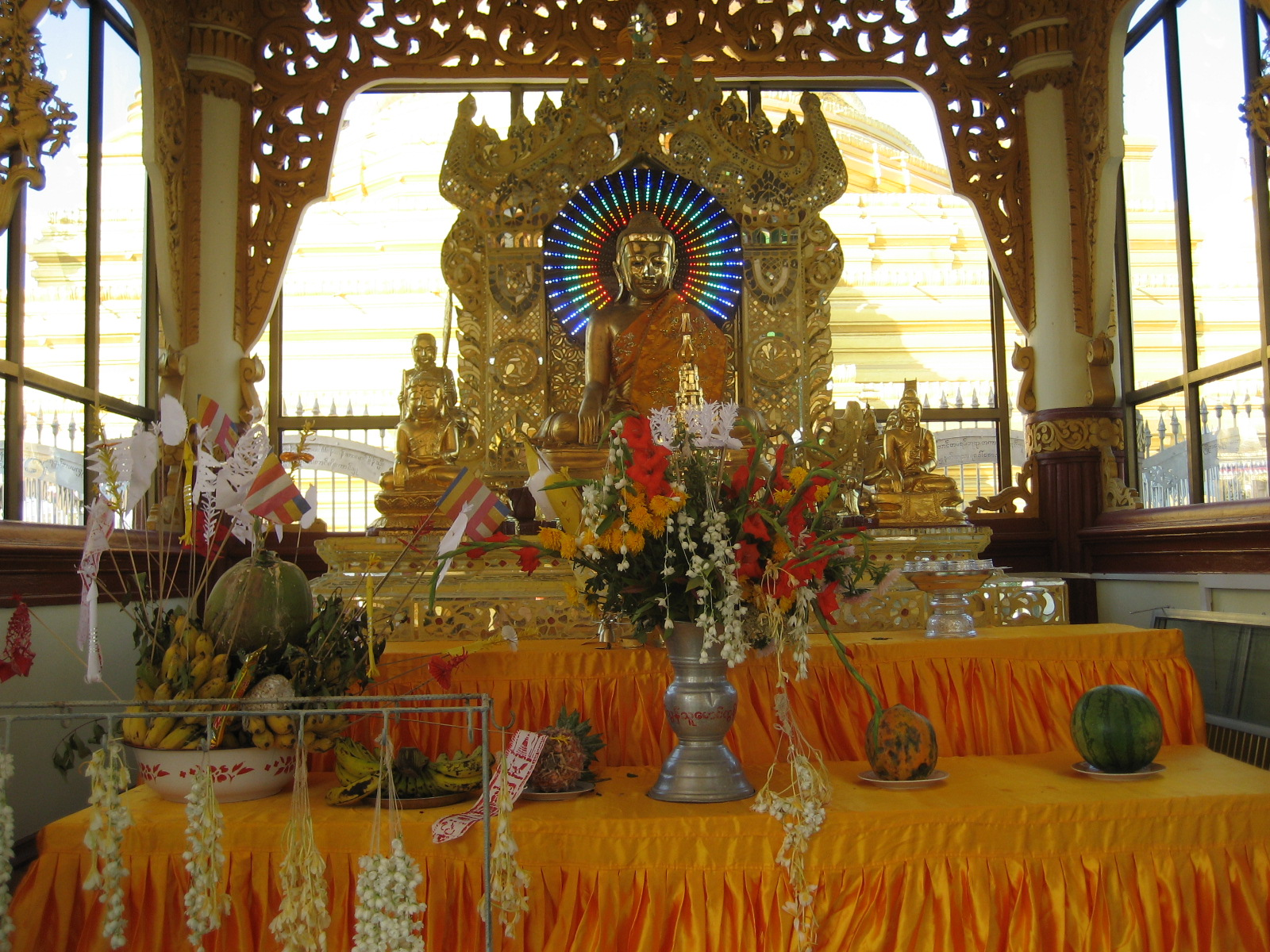
院内供奉的佛像
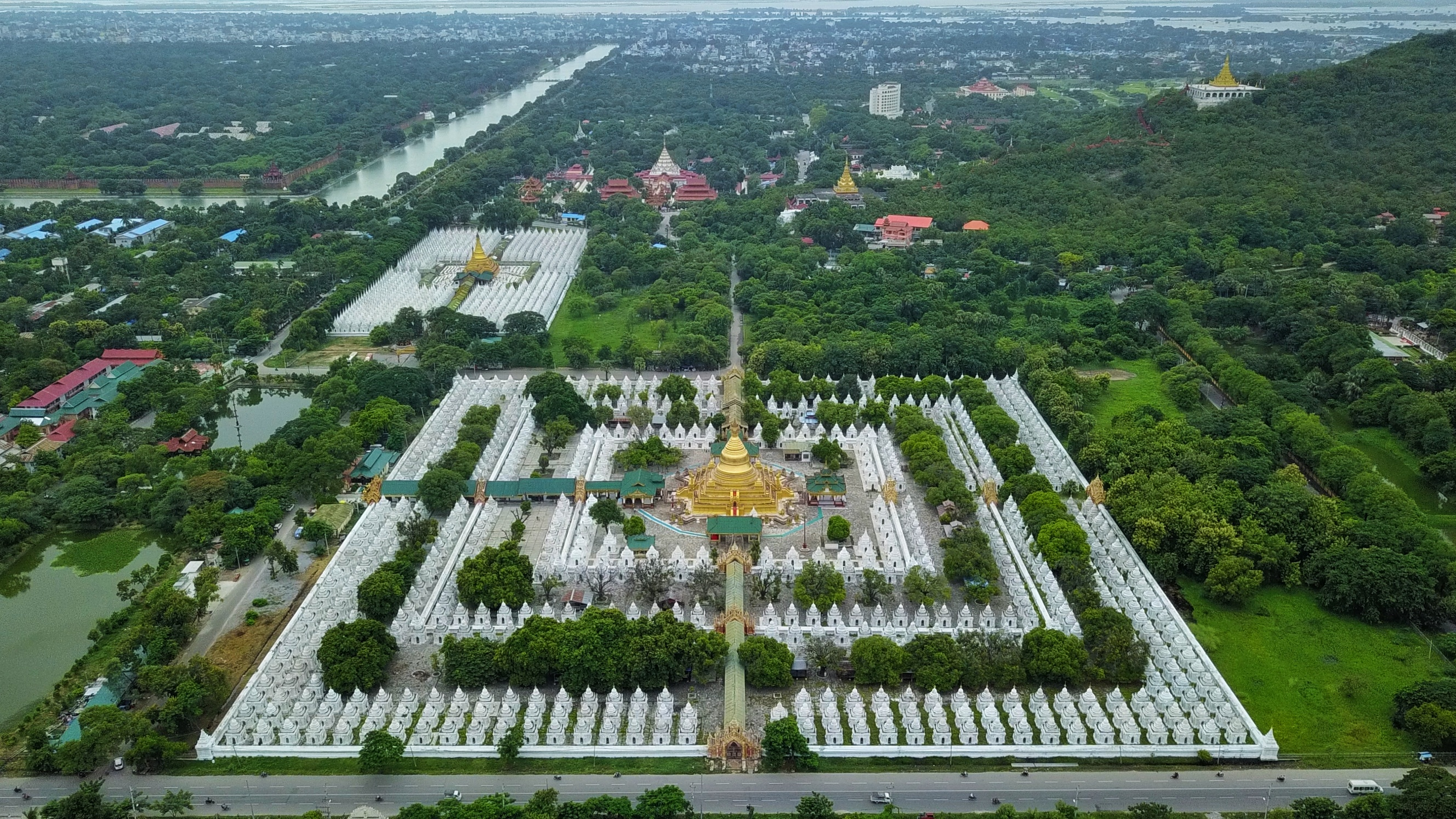
航拍固都陶佛塔、山达穆尼佛塔、皎多枝佛塔
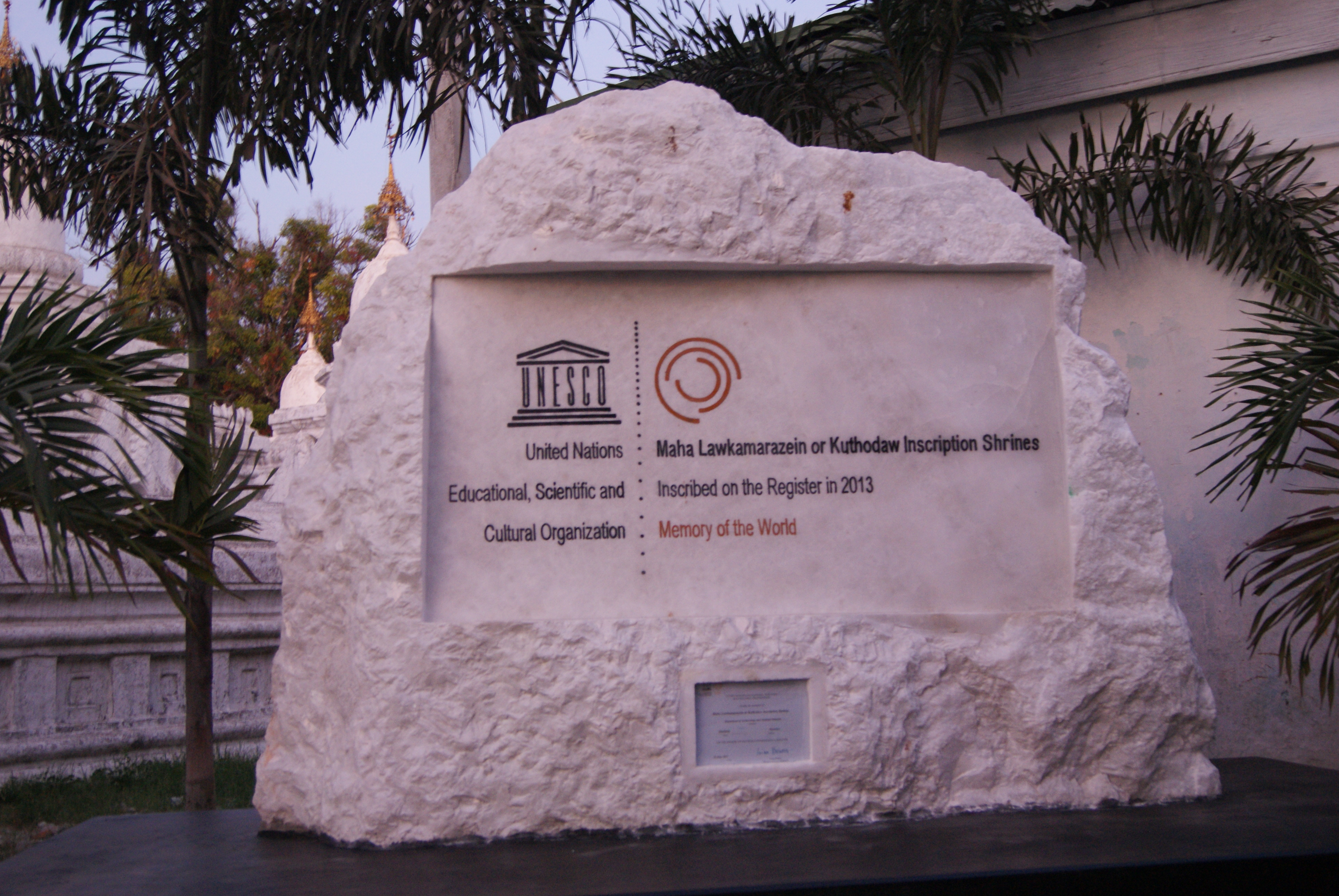
联合国教科文组织的世界记忆认证石碑